# Armin Mustedanović
Armin Mustedanović (ur. 26 kwietnia 1986 w Brczku) – bośniacki siatkarz, grający na pozycji atakującego, reprezentant Bośni i Hercegowiny. Od sezonu 2018/2019 występuje w drużynie Arhavi Belediyesi Spor.

## Sukcesy klubowe
Mistrzostwo Bośni i Hercegowiny:
- 2008, 2011, 2012
- 2005

Puchar Bośni i Hercegowiny:
- 2008, 2011, 2012

Mistrzostwo Turcji:
- 2014

Mistrzostwo Chin:
- 2015

Superpuchar Niemiec:
- 2016

Puchar Niemiec:
- 2017

Mistrzostwo Niemiec:
- 2017

## Nagrody indywidualne
- 2008: MVP Pucharu Bośni i Hercegowiny